# Diplomatie parlementaire
Pour les articles homonymes, voir diplomatie (homonymie).
La diplomatie parlementaire est un terme dont la définition peut comprendre trois acceptations :
- soit au niveau international strict, en ne s'intéressant qu'à « l’activité diplomatique qui a pour cadre les grandes organisations internationales et qui se déroule en conséquence dans des enceintes ressemblant à des assemblées parlementaires ». Les personnes siégeant dans ces assemblées, telles que l'Assemblée générale des Nations unies, ne sont dès lors pas des « parlementaires » au sens strict du terme[1].
- soit à l'activité diplomatiques « des personnalités parlementaires, voire des petits groupes parlementaires, tels que les groupes d’amitié »[1]. Le Parlement européen dispose par exemple de délégations favorisant les échanges entre parlementaires d'une zone géographique donnée et leurs homologues de cette délégation siégeant au Parlement. Ces délégations s'accompagnent notamment de visites, etc.[2].
- soit à la combinaison des deux ensembles, incluant notamment un lien entre la diplomatie parlementaire et la diplomatie menée par l'exécutif traditionnellement détenteur des compétences en relations internationales[1].

## Sources